# 大源水库
大源水库位于湖南省郴州市安仁县，是一座以防洪、灌溉、供水等为主的中型水库，库容约3355万立方米，水库坝高约43米，正常蓄水位约158.5米。